# Батиашвили, Бидзин Георгиевич
Бидзин Георгиевич Батиашвили (1923, Телавский уезд, ССР Грузия — неизвестно, Телавский район, Грузинская ССР) — бригадир Цинандальского виноградарского совхоза Министерства пищевой промышленности СССР, Телавский район, Грузинская ССР. Герой Социалистического Труда (1949).

## Биография
Родился в 1923 году в крестьянской семье в одном из сельских населённых пунктов Телавского уезда. После окончания местной сельской школы трудился на виноградниках Цинандальского совхоза (с 1950 года — совхоз «Цинандали»). В послевоенное время — бригадир виноградарей в этом же совхозе.
В 1948 году бригада под его руководством собрала в среднем с каждого гектара по 101,8 центнеров винограда с участка площадью 10,9 гектара. Указом Президиума Верховного Совета СССР от 5 октября 1949 года удостоен звания Героя Социалистического Труда за «получение высоких урожаев винограда в 1948 году» с вручением ордена Ленина и золотой медали «Серп и Молот» (№ 4767).
Этим же Указом званием Героя Социалистического Труда были награждены директор совхоза Иона Ермолаевич Чарквиани, управляющие отделениями Лонгиноз Георгиевич Арсенишвили, Давид Андреевич Саванели, бригадир Реваз Андреевич Саванели, звеньевые Иван Григорьевич Багатришвили и Антонина Васильевна Игнатова.
За выдающиеся трудовые достижения по итогам работы в 1949 году награждён вторым Орденом Ленина.
После выхода на пенсию проживал в Телавском районе. С 1987 года — персональный пенсионер союзного значения. Дата смерти не установлена.
Награды
- Герой Социалистического Труда
- Орден Ленина — дважды (1949; 04.09.1950)
- Медаль «За трудовое отличие» (02.04.1966)